# Peto-cinzento
O peto-cinzento  ou pica-pau-cinzento  (Picus canus) é uma ave da família Picidae que vive na Eurásia.
Mede entre 25–28 cm, tem uma envergadura entre 38-40 cm e pesa entre 130-180 gramas.

## Galeria

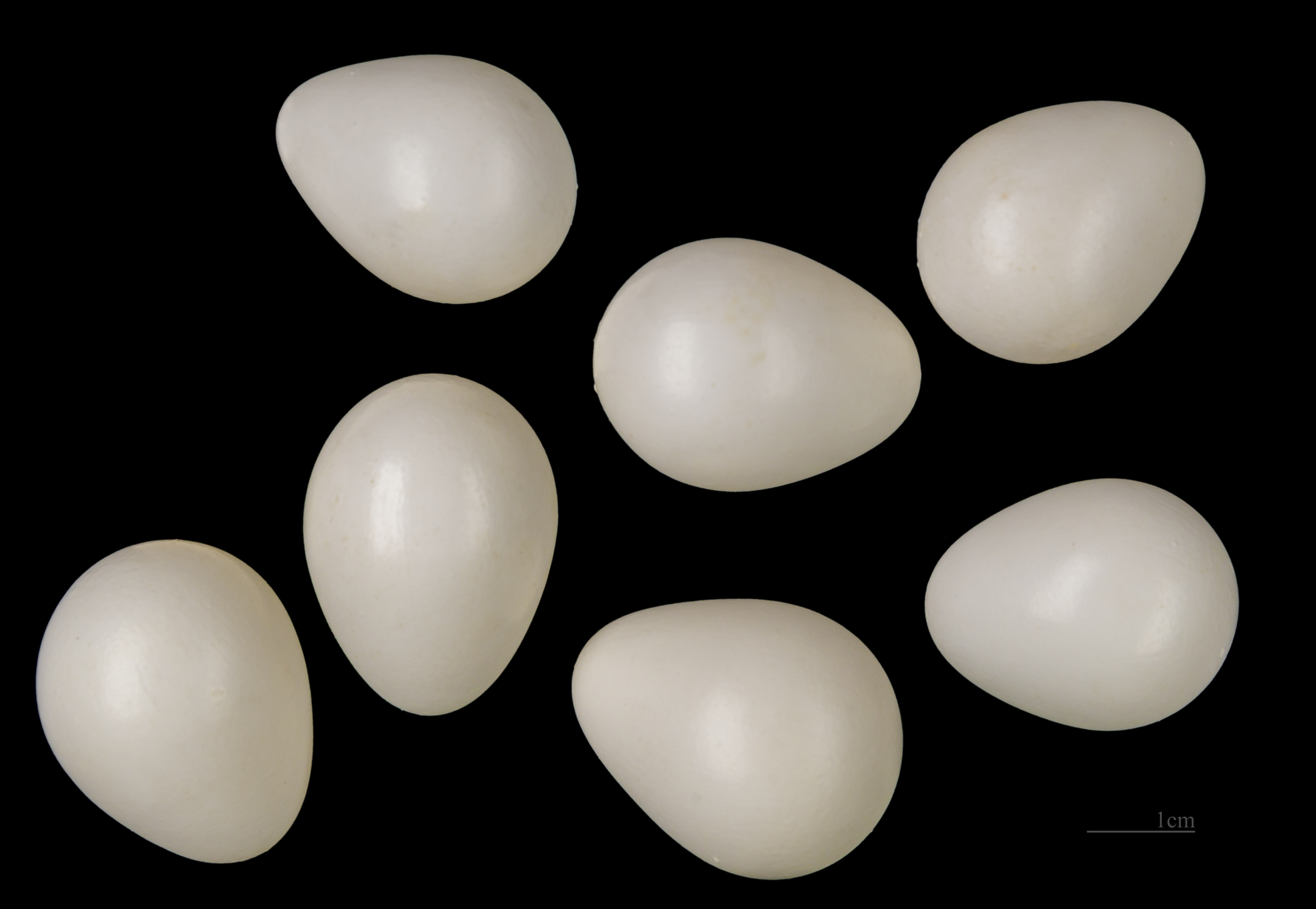
Ovos de Picus canus canus
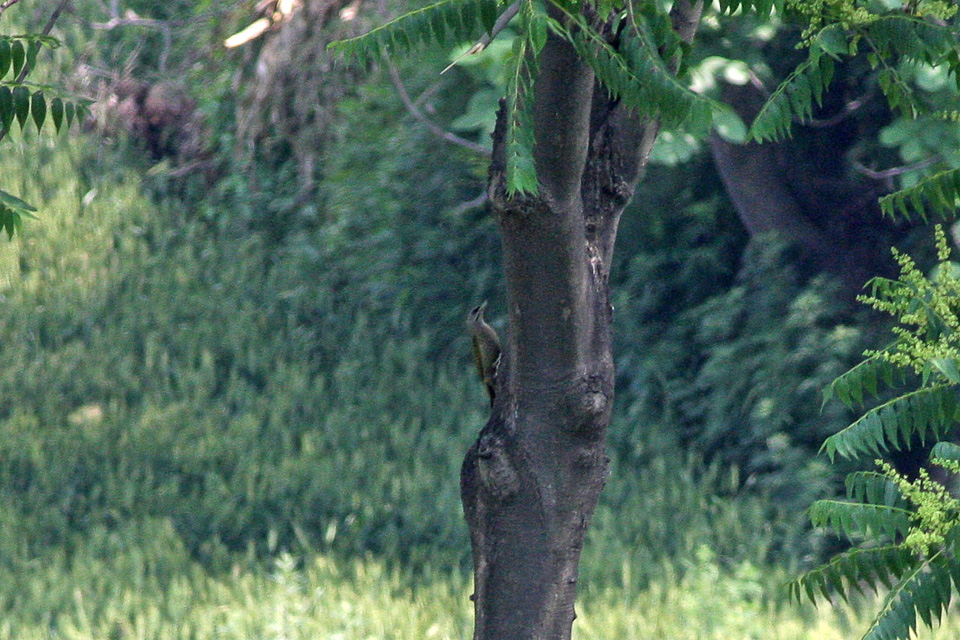
Picus canus guerini
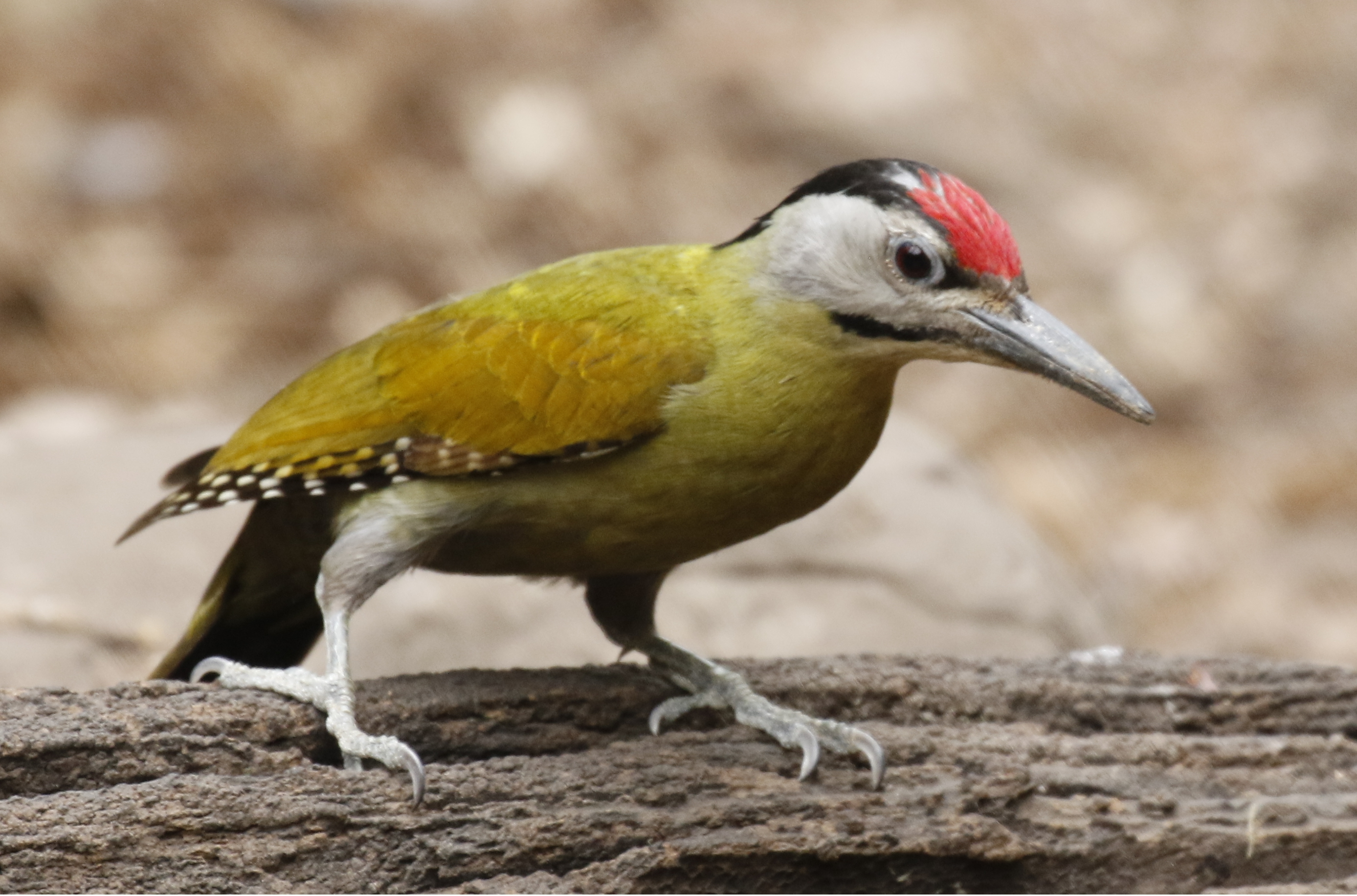
Picus canus hessei
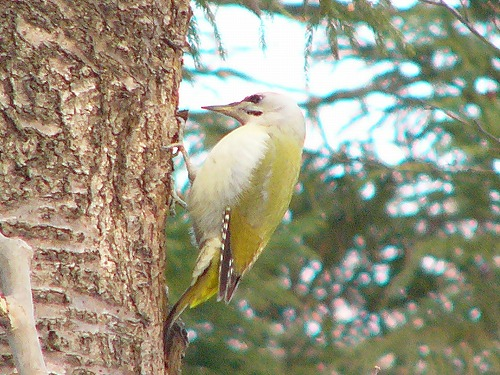
Picus canus jessoensis